# Mesene
Mesene (Μεσηνή) era una regió de Mesopotàmia situada a l'extrem sud. El seu nom es tradueix per Terra Mitjana i fou portada per almenys un altre districte i això feu que els autors clàssics tinguessin dubtes a l'hora de situar-la.
Un dels districtes sembla que era a la desembocadura del Tigris, a la regió de Shatt al-Arab. L'esmenta Esteve de Bizanci. Philostorgius diu que el Tigris abans de la seva desembocadura es divideix en dos grans branques que formen com una illa que és habitada pels mesens (meseni). Deu ser la mateixa Mesene que Dió Cassi esmenta a l'època de Trajà com a governada per Athambilos, segurament sobirà de Caracene.
Vers el 129 aC el sàtrapa selèucida de Mesene (anomenada Territori de la mar Eritrea) l'àrab Hyspaosines, es va fer independent amb capital a Antioquia (entre el Tigris i Susa) reanomenada Karax Spasinos, va derrotar els parts i va ocupar Babilònia i Selèucia de Babilònia, prenent el títol de rei de Babel i va emetre moneda vers el 125 aC. Els parts li van arrabassar la part nord del regne (vers 126 aC) on fou nomenat governador un funcionari part, de nom Himeros, nomenat sàtrapa de Mesene, i Hyspaosines es va poder mantenir uns anys al sud amb el títol de rei de Caracene. La seva nissaga va ser reconeguda pels parts i va acabar governant bona part de la Mesene històrica però amb el nom de Caracene; les monedes permeten reconstruir la llista de reis (vegeu Caracene).
L'altre territori esmentat com a Mesene era més amunt del Tigris i la ciutat central era Apamea (Ἀπάμεια) a 150 o 200 km al nord de Selèucia del Tigris, que Esteve de Bizanci diu que era rodejada pel Tigris just on es dividia en dues branques a les quals anomena Delas (a la dreta) i Tigris (a l'esquerra); una altra ciutat era Oratha (Ὄραθα), ciutat que era també a la vora del Tigris.
Per a la regió del Peloponès vegeu Messènia